# Anastasija Fadziejenka
Anastasija Fadziejenka (biał. Анастасія Фадзеенка; ros. Анастасия Фадеенко, Anastasija Fadiejenko; ur. 12 kwietnia 1987 w Połocku) – białoruska wioślarka.

## Osiągnięcia
- Mistrzostwa Świata – Monachium 2007 – dwójka podwójna – 13. miejsce[1].
- Mistrzostwa Europy – Poznań 2007 – czwórka podwójna – 6. miejsce[1].
- Mistrzostwa Świata – Poznań 2009 – dwójka podwójna – 12. miejsce[1].
- Mistrzostwa Europy – Brześć 2009 – czwórka podwójna – 4. miejsce[1].